# Museo della ceramica di Savona
Il Museo della Ceramica di Savona, inaugurato nel 2014, è un luogo dove storia, arte, tradizione e innovazione si intrecciano per raccontare l'evoluzione della ceramica prodotta a Savona e ad Albisola, dal Rinascimento fino ai giorni nostri. Situato nel cuore del centro storico della città, all'interno dell'antico Palazzo del Monte di Pietà, il museo è parte integrante della Rete dei Musei della provincia di Savona, e con oltre mille opere che ripercorrono cinque secoli di storia ceramica ligure, contribuisce attivamente alla valorizzazione e alla promozione del patrimonio culturale locale. 
L'esposizione si articola su quattro livelli e comprende collezioni prestigiose: dalle raffinate vaserie antiche ai capolavori della donazione del Principe Arimberto Boncompagni Ludovisi, appartenenti alla Civica Pinacoteca, passando per i tesori della Fondazione De Mari, i celebri vasi dell’antica farmacia Cavanna di Genova e le rare ceramiche della collezione Bixio. 
Non mancano le incursioni nel mondo contemporaneo: oltre alla galleria del Novecento, il museo ospita anche i prototipi innovativi di artisti e designer di fama internazionale che hanno partecipato alle Biennali della Ceramica nell’Arte Contemporanea e alle più recenti mostre espositive e alle project room del Museo. L’esperienza di visita è resa ancora più coinvolgente dalla Quadrisfera, un’installazione immersiva ideata dal fisico Paco Lanciano, che offre un emozionante viaggio attraverso la storia e le trasformazioni della ceramica ligure.
Accanto alla collezione permanente, il museo si distingue per l’organizzazione di mostre temporanee di grande impatto e per un’intensa attività di ricerca e collaborazione con studiosi e istituzioni, che approfondiscono le tecniche e le evoluzioni della ceramica nel tempo. Un'altra caratteristica peculiare del museo è la sua intensa e ampia attività didattica ed educativa, dove uno staff giovane e molto preparato organizza corsi e laboratori per bambini, per ragazzi, per adulti, per aziende e organizza progetti specifici di arte terapia, campi estivi, ecc. 
A completare questo vivace centro culturale, la biblioteca del museo rappresenta una risorsa preziosa per appassionati e studiosi, con una ricca raccolta di testi dedicati alla ceramica, alla storia dell’arte, alle arti applicate, con una speciale sezione dedicata alla pedagogia applicata, al welfare culturale e alla museologia. 
Grazie alla sua capacità di fondere tradizione, innovazione e sperimentazione, il Museo della Ceramica di Savona è oggi uno dei più dinamici e stimolanti centri espositivi della Liguria. 

## Il Palazzo Monte di Pietà
L'edificio che ospita il museo è un complesso monumentale e museale di grande rilevanza storica. L'edificio fu sede dell'antico Monte di Pietà di Savona, una delle prime istituzioni del genere in Italia, fondata nel 1479 per volontà del papa savonese Sisto IV, al secolo Francesco Della Rovere. 

### Storia e architettura
Di origine medievale, il palazzo nacque dalla fusione di una serie di case a schiera, una tipologia abitativa tipica delle città liguri, caratterizzata da una facciata ridotta e uno sviluppo in profondità. Nel corso del XV secolo, l’edificio fu ristrutturato per accogliere l’importante istituzione benefica, e successivamente, nel Seicento, ampliato per rispondere alla necessità di maggiori spazi. 
La facciata attuale del palazzo riflette il dislivello esistente tra i due momenti principali della sua evoluzione: la parte sinistra corrisponde al primo edificio destinato al Monte di Pietà, mentre quella destra fu aggiunta circa un secolo dopo.

#### La Sala degli Ufficiali del Monte

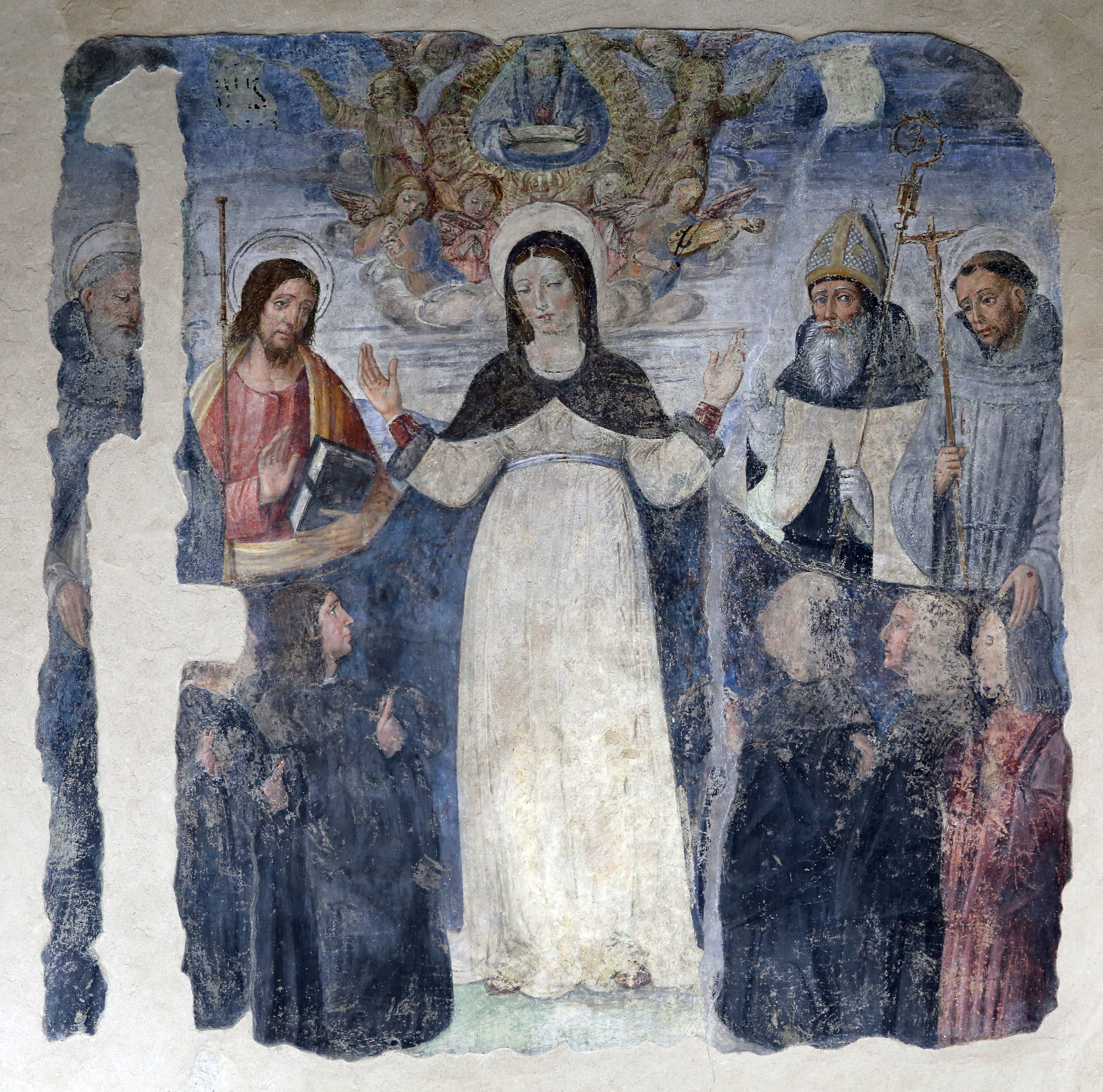
Lorenzo Fasolo, Madonna della Misericordia, 1513

Uno degli ambienti più significativi del palazzo è la Sala degli Ufficiali del Monte, che conserva un ciclo di affreschi attribuiti al pittore pavese Lorenzo Fasolo. Sulla parete sud sono raffigurati l’Angelo Gabriele, la Pietà e la Madonna Annunziata, mentre sulla parete sud-est si trova la Madonna della Misericordia, che accoglie sotto il suo mantello sei Ufficiali del Monte inginocchiati. Ai lati della Vergine compaiono San Francesco, Sant’Agostino, San Giacomo e San Domenico, fondatori dei principali ordini monastici presenti in città. Un’iscrizione dipinta riporta la data 1513. 
Un'altra iscrizione testimonia la fondazione del Monte di Pietà come istituzione nata per contrastare l’usura. Sulla stessa parete, sopra il portale, sono raffigurati gli stemmi di Papa Sisto IV, del nipote cardinale Giuliano della Rovere (futuro Papa Giulio II) e della città di Savona. 
Durante i restauri, sotto gli affreschi sono emersi disegni, emblemi araldici, monogrammi e scritte risalenti alla prima metà del XV secolo, suggerendo un precedente utilizzo del palazzo come sede di truppe mercenarie. Il soffitto della sala, in legno a travetti a vista, risale alla ristrutturazione quattrocentesca dell’edificio. 

#### Ampliamenti e modifiche
Nel 1594, secondo lo storico savonese Verzellino, il Monte di Pietà venne ampliato con l’acquisto di quattro case adiacenti. In questo periodo fu costruito lo scalone d’accesso, oggi ingresso principale del museo. Le due rampe di scale in ardesia portavano al nuovo grande salone degli Ufficiali, caratterizzato da un portale e da un monumentale camino nello stesso materiale. Un affresco raffigurante papa Sisto IV, circondato da vescovi, ripropone l’iscrizione già presente nella prima sala del Monte di Pietà. Il soffitto in canniccio presenta una decorazione in stile Liberty risalente ai primi anni del Novecento.
L’ultimo importante intervento architettonico avvenne nel 1864 con la realizzazione dell’attuale facciata, su progetto dell’ingegner Giovanni Tissoni. L’opera rispecchia il gusto classicista dello stile eclettico diffuso a Savona in quel periodo. Il repertorio decorativo si ispira al Rinascimento, con una scansione orizzontale della facciata: il piano terra è caratterizzato da un rivestimento in finti conci squadrati, mentre ai piani superiori le finestre sono riquadrate e quelle del piano nobile presentano balaustre in marmo. 
Il portale, sormontato da un timpano, conserva il bassorilievo della Pietà, già presente sulla facciata precedente, testimoniando la continuità storica dell’edificio attraverso i secoli.

#### Restauro e allestimento
Il progetto di restauro dell'edificio, avviato tra il 2008 e il 2009, quando la Fondazione De Mari CR Savona entrò in possesso dell’edificio, nacque dall'intento di realizzare un centro espositivo specificatamente destinato alla ceramica, significativo prodotto artistico manifatturiero sviluppato dal tardo medioevo ad oggi nell'area savonese e albisolese, con l’obiettivo di valorizzare il territorio e riunire in un'unica sede le numerose collezioni ceramiche formatesi nel tempo.
L'intervento ha integrato le strutture originarie con elementi contemporanei, come vetro e acciaio, creando spazi espositivi funzionali e armoniosi. Gli allestimenti sono stati studiati secondo moduli in relazione alla natura dei pezzi ceramici: ne è un esempio la ‘macchina espositiva’ dedicata alla donazione del Principe Boncompagni Ludovisi: una grande struttura a due piani che, pur occupando una superficie ridotta, accoglie l'intera collezione, offrendo diverse prospettive sulle opere, sugli affreschi e sul palazzo stesso. 

## Collezioni e percorso espositivo
Il percorso espositivo si sviluppa su quattro piani e comprende sezioni tematiche e cronologiche che raccontano l'evoluzione della ceramica ligure. 

### Sala degli affreschi (o Sala del Cinquecento)

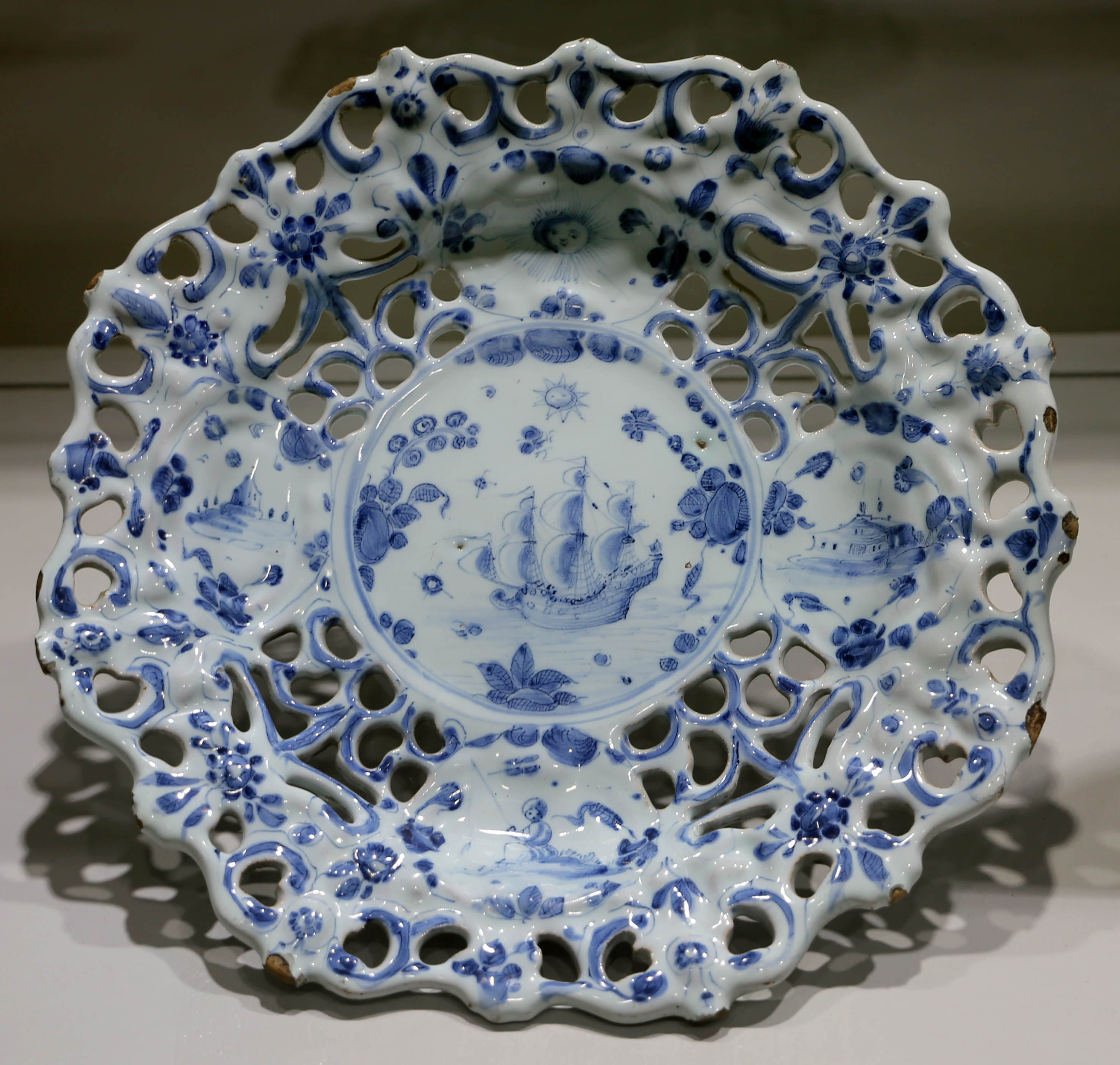
Savona, sottocoppa traforata con decorazione orientalizzante, 1650-1700 circa

Nella sala che ospita gli affreschi di Lorenzo Fasolo, risalenti al XV secolo, sono esposti rivestimenti parietali, tra cui antichi azulejos importati in Liguria dai mercanti savonesi e genovesi. Questi, inizialmente ispirati a decorazioni geometriche islamiche, evolvono nel Rinascimento con motivi araldici e naturalistici. Nel Quattrocento si sviluppa una produzione locale, prima monocroma e poi policroma grazie all’arrivo di ceramisti dall’Italia centrale. Un pannello raffigurante un guerriero, attribuito ad Antonio Tamagno da San Gimignano, faceva parte della decorazione di Palazzo Del Carretto Pavese. Altri due pannelli della stessa serie si trovano a Roma e Torino. Tra le ceramiche del Cinquecento spicca un grande albarello con decorazioni policrome raffiguranti San Giorgio ed eroi romani, probabilmente realizzato a Pesaro o Urbino. Nel tardo Cinquecento si diffondono gli stagnoni, grandi vasi farmaceutici con rubinetto, prodotti ad Albisola ma influenzati dalla tradizione pittorica dell’Italia centrale. 

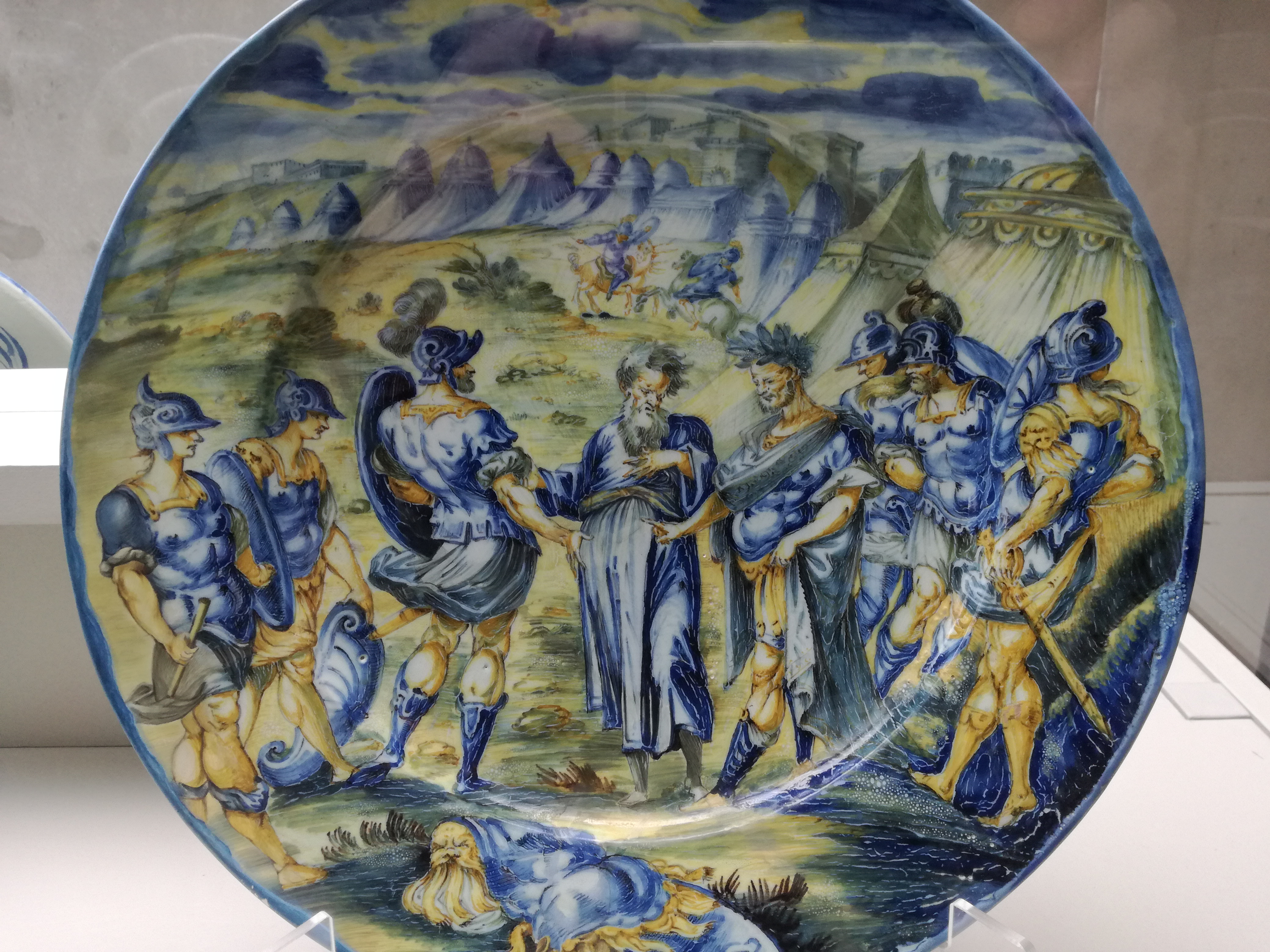
Piatto reale, XVII secolo

### Sale barocche
Le sale illustrano le fasi della produzione della maiolica nel corso del Seicento dalle decorazioni di ispirazione orientale a quella conosciuta come "istoriato barocco". Questo stile predilige soggetti tratti da un repertorio aulico, ispirato alla mitologia, alla letteratura e alla storia biblica, quasi sempre realizzate in bianco-blu ma talvolta anche in policromia. Gli oggetti in ceramica vengono concepiti come un'unica superficie narrativa, dove divinità, antichi guerrieri, figure femminili e putti prendono vita in modo particolare nelle decorazioni attribuite a Bartolomeo Guidobono (Savona, 1654 – Torino, 1709), pittore savonese che in gioventù si dedicò anche alla decorazione su ceramica, autore anche del prestigioso affresco della volta della sala a lui dedicata, realizzato negli ultimi decenni del XVII secolo, che raffigura Apollo e Diana sul carro del Sole. 

### Galleria del Settecento

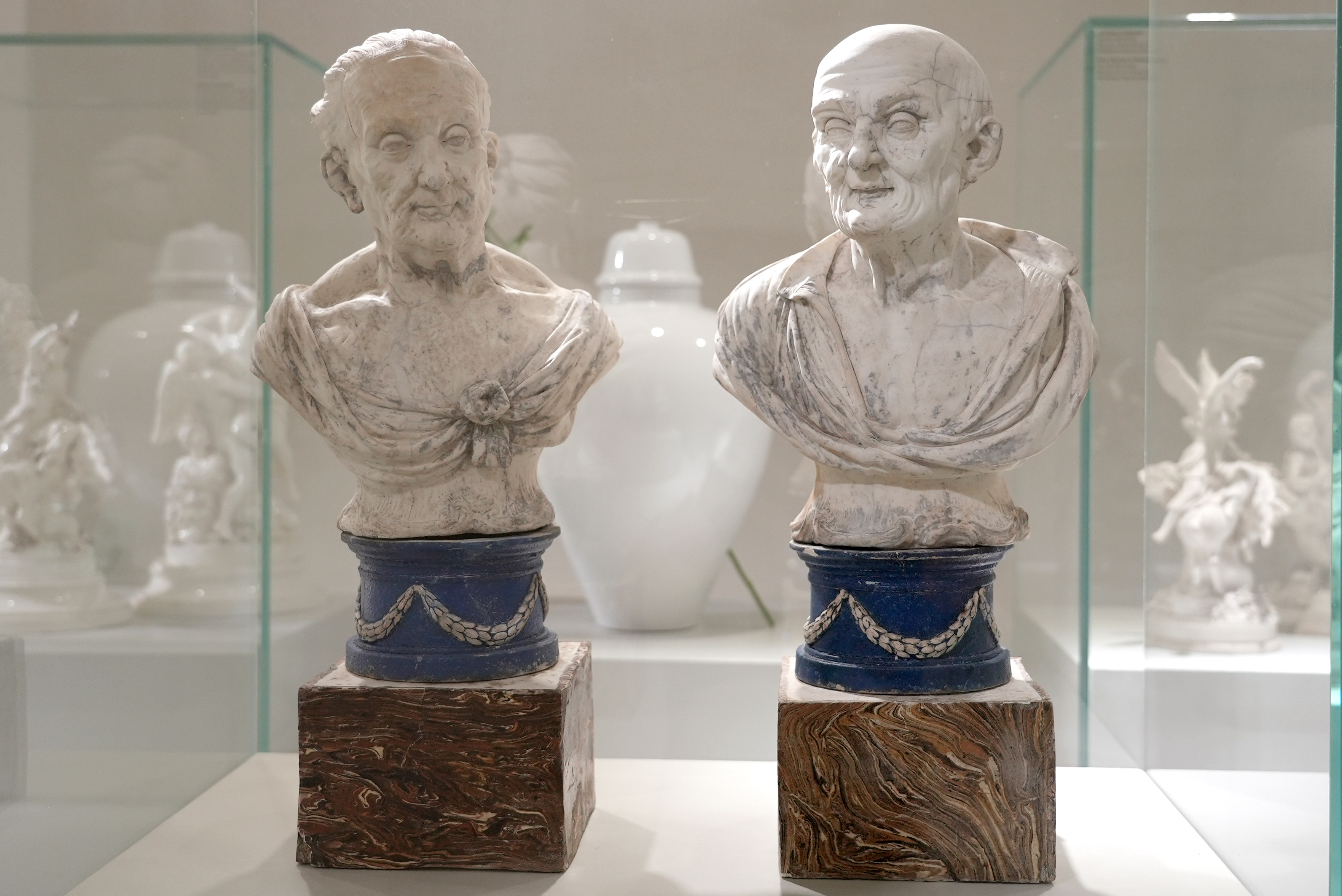
Busti di Paola Canepa e Giuseppe Boselli (genitori di Giacomo), fine del XVIII secolo

Nel Settecento, le ceramiche savonesi e albisolesi si ispirano a modelli del lusso francese e della porcellana cinese, adottando decorazioni come il pizzetto e le cineserie, con paesaggi e figurine su sfondi decorati a spugnetta in blu o marrone. Verso la fine del secolo emergono le tipologie a figurette e rovine e, agli inizi del Settecento, il decoro a uccelli e prezzemolo. Figura centrale di questo periodo è Giacomo Boselli (1744-1808), che introduce la produzione di terraglia e biscuit di porcellana tenera, grazie all’importazione di terre bianche dalla Francia. Boselli utilizza la tecnica del terzo fuoco per decorare la maiolica con colori alla moda e, per un breve periodo, produce anche statuine in porcellana. 

### Farmacie

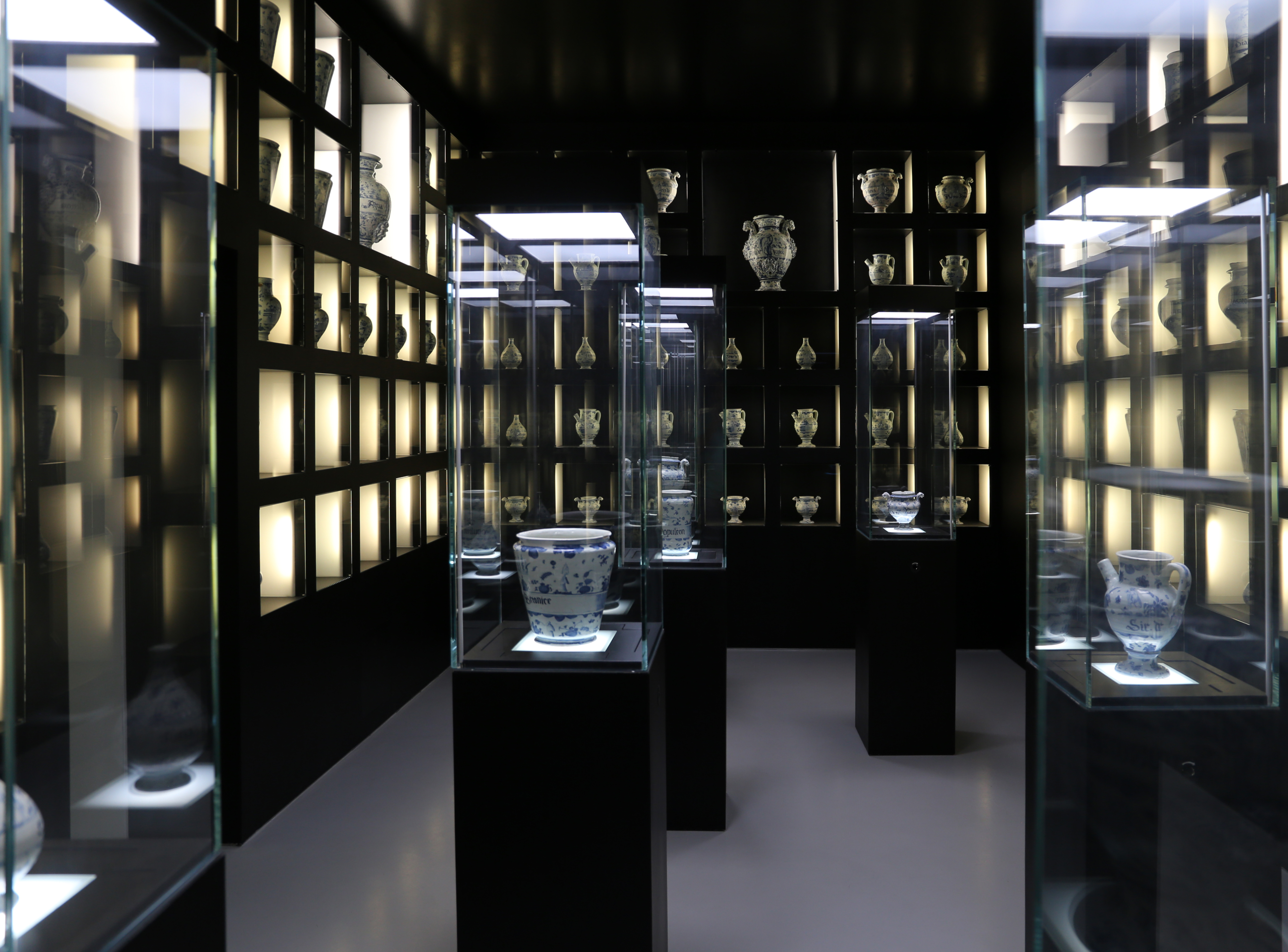
Sala dell'antica spezieria dell'ospedale di San Paolo

Le collezioni di vasi da farmacia rappresentano un’importante testimonianza della tradizione ceramica ligure tra Cinquecento e Seicento, influenzata dalla ceramica turca e dalla porcellana orientale. La Farmacia Cavanna, risalente ai primi del Seicento, conserva maioliche decorate in blu su bianco, caratterizzate da motivi naturalistici e scene tratte dalle Metamorfosi di Ovidio e dalle Favole di Fedro ed Esopo. I vasi, destinati a contenere semi, pillole, unguenti e acque, includono stagnoni, arbarelli e pillolieri. La Farmacia dell’Ospedale San Paolo è un caso unico in Italia per la sua collezione omogenea di 171 vasi, frutto di un'unica ordinazione da parte del Comune di Savona. Questi contenitori, in stile orientalizzante a tappezzeria, presentano fitte di nuvole, uccelli, castelli e angioletti. Ogni vaso riporta lo Stemma di Savona e la figura di San Paolo, raffigurato nella sua classica iconografia con la spada e il libro delle Epistolae ad Romanos, simbolo dell’ospedale savonese. Sette sono le tipologie di contenitori, tra cui fiaschette per i semi, pillolieri, boccali con beccuccio e stagnoni con rubinetto per i liquidi. 

### Collezione del Principe

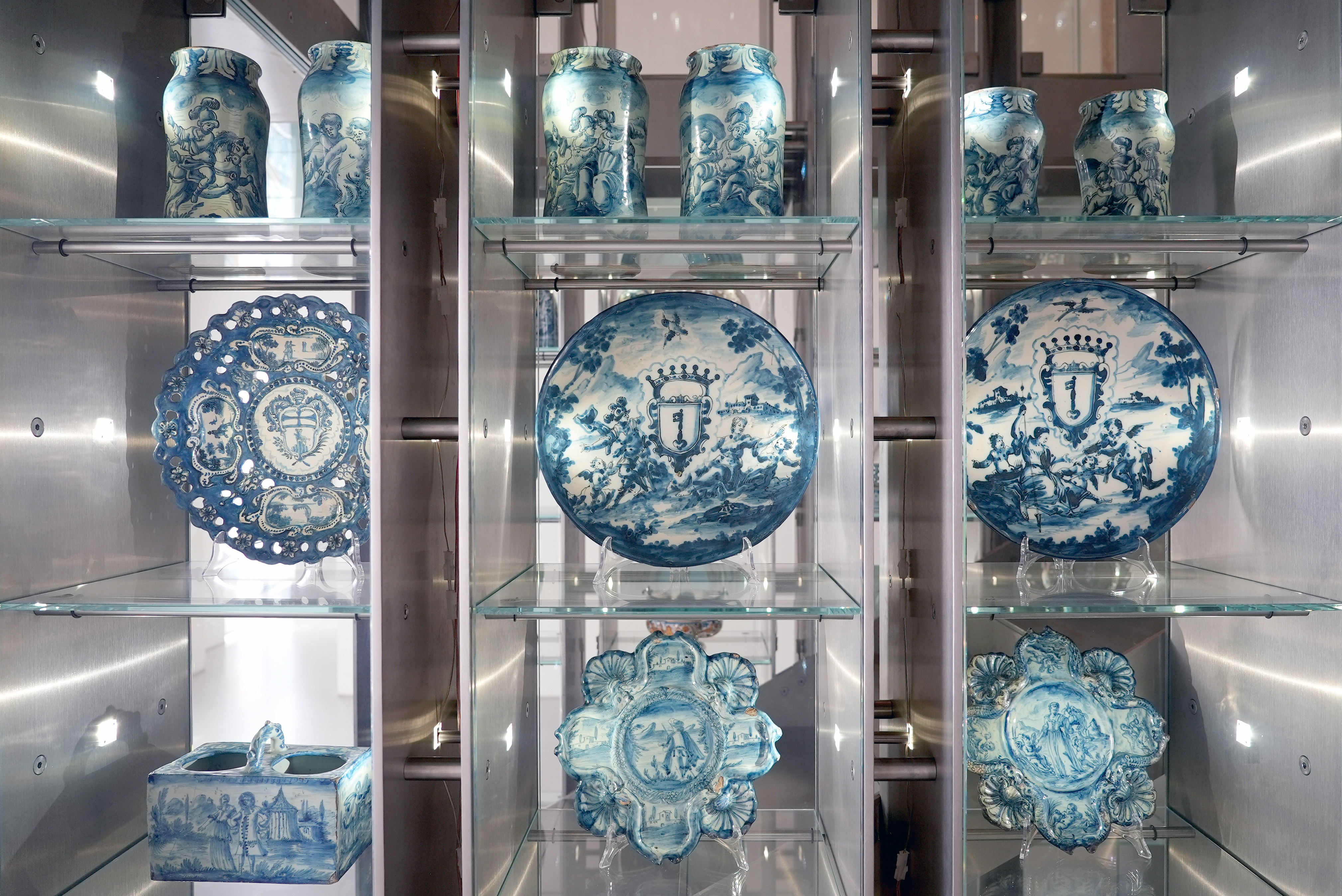
Collezione donata dal Principe Arimberto Boncompagni Ludovisi.

La collezione donata dal Principe Arimberto Boncompagni Ludovisi (1925-2006) rappresenta una straordinaria testimonianza della tradizione ceramica ligure tra il Seicento e il Settecento. Discendente di una nobile famiglia romana, il Principe, insieme alla moglie Rosetta, ha donato alla città di Savona 212 maioliche tra il 1990 e il 2001, ottenendo nel 1995 la Cittadinanza Onoraria. La raccolta, iniziata nel 1955 con il supporto del ceramologo savonese Arrigo Cameirana, è oggi esposta in due sale del museo, in un allestimento che valorizza l’insieme attraverso una struttura a due piani in vetro e acciaio. La collezione offre un repertorio completo di tipologie decorative e formali, includendo esemplari in stile orientalizzante ispirati alle porcellane cinesi e alle maioliche mediorientali, opere barocche con scenografie mitologiche legate a Bartolomeo Guidobono, e maioliche settecentesche con decori a pizzetto, cineserie e motivi come figurette e rovine o uccelli e prezzemolo. Ciò che rende unica questa collezione è la varietà di forme, che spaziano da grandi piatti da parata e vasi da farmacia a garofaniere, brocche e tazzine da cioccolata o caffè, testimoniando la ricchezza e la raffinatezza raggiunta dai ceramisti savonesi e albisolesi. 

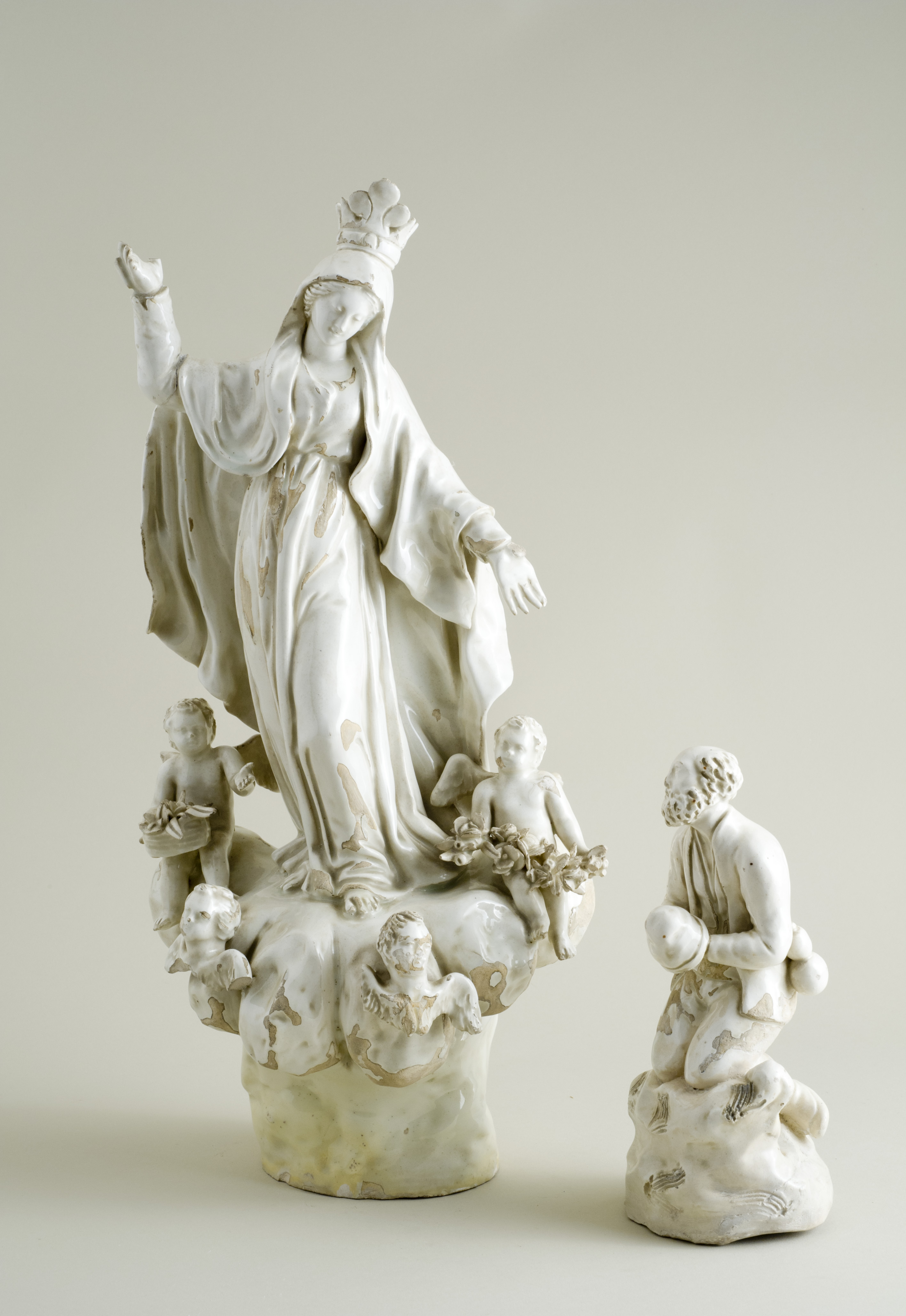
Madonna della Misericordia in maiolica

### Madonna della Misericordia
Il 18 marzo 1536, Antonio Botta, un contadino savonese, mentre si recava a potare una vigna nella valle del torrente Letimbro, vide una luce divina e gli si rivelò la Vergine Maria. A partire da questo momento la raffigurazione artistica della Madonna di Misericordia si diffonde rapidamente e l'iconografia trova le sue radici nella scultura in marmo realizzata nel 1560 da Pietro Orsolino per la cripta del Santuario di Savona. L'immagine in particolare viene riprodotta in ceramica a tutto tondo trovando posto non solo nelle case, ma anche sulle facciate degli edifici, spesso inserita in apposite nicchie, all'interno dei palazzi e lungo le strade, sia in città che in campagna.

### La ceramica popolare
Dalla metà del XVIII secolo, la produzione di maiolica entra in crisi.Le botteghe di Albisola e Savona svilupparono ceramiche popolari caratterizzate da bassi costi. Una testimonianza diretta ci viene dal prefetto francese Chabrol de Volvic che descrisse la varietà e la qualità di queste produzioni, sottolineando la povertà e la semplicità delle stoviglie ma anche la ricchezza delle forme e delle tecniche lavorative. Nella metà XIX secolo, ad Albisola iniziò una produzione di pentole e terrecotte caratterizzate da una vetrina gialla con decorazioni "a spugnetta" in marrone di manganese. A quest’epoca risalgono anche le figure devozionali di santi e personaggi storici realizzate da Agostino Grosso e le figure presepiali di Antonio Tambuscio. Anche a Savona continua l’attività di alcune fabbriche che producono terraglia, bianca o decorata in blu, tra le quali si distinguono le famiglie Folco e Ricci. Tra coloro che mantengono una produzione di alto livello, nell’ambito della maiolica, si deve citare lo scultore Antonio Brilla, artista capace di coniugare l’arte scultorea alla ceramica decorativa. 

### Galleria del Novecento
Sono gli anni Venti del Novecento quando il pittore e ceramista Manlio Trucco introduce ad Albisola le innovazioni dell'Art Déco, uno stile che trova terreno fertile nelle manifatture locali tra le due guerre, grazie all'incontro tra movimenti artistici d'avanguardia e una consolidata tradizione artigianale. Un altro protagonista chiave di questa evoluzione è Tullio Mazzotti, affiancato dal fratello Torido e sostenuto dalla Casa Mazzotti Giuseppe, fondata dal padre nel 1903. La manifattura Mazzotti si afferma come un vivace laboratorio di sperimentazione, contribuendo a una radicale trasformazione del panorama ceramico locale, nazionale e internazionale.
Nel Secondo dopoguerra, le prospettive artistiche già delineate dal Secondo Futurismo trovano ad Albisola nuova linfa. Tullio Mazzotti attira nella sua manifattura alcuni tra i più importanti pittori e scultori italiani e internazionali, tra cui Lucio Fontana, Asger Jorn, Wifredo Lam, Aligi Sassu, Ernesto Treccani, Milena Milani, Giuseppe Capogrossi, Aurelio Caminati, Giorgio Laveri, Alfredo Sosabravo, Sandro Lorenzini, Bruno Munari, Virio da Savona, Alf Gaudenzi, Nicolaj Diulgheroff, Lino Berzoini e tanti altri, fino ad artisti che hanno operato nei forni di Albisola negli anni Ottanta e Novanta fino ai giorni nostri.  
Oltre alla produzione della manifattura Mazzotti, la collezione del Museo della Ceramica di Savona annovera opere di artisti del calibro Farfa (Vittorio Osvaldo Tommasini), Eliseo Salino, Mario Rossello, Franco Garelli, Virio da Savona, Emilio Scanavino, Sergio Dangelo, Emanuele Luzzati, Ansgar Elde, Sandro Cherchi, Antonio Sabatelli, Serge Vandecam, Giovanni Tinti, Edoardo Alfieri, Maria Papa Rostkowska, Angelo Ruga, Nenne Sanguineti Poggi, Piero Simondo, Bartolomeo Rossi, Mario Gambetta, Carlos Carlè, Attilio Antibo, Roberto Bertagnin, Franco Bruzzone, Stefano D’Amico, Guglielmo Bozzano, Agostino Scrofani, Hsiao Chin, Gianni Dova, Antonio Franchino, Mario Fusco, Francesco Messina, Ivos Pacetti. 

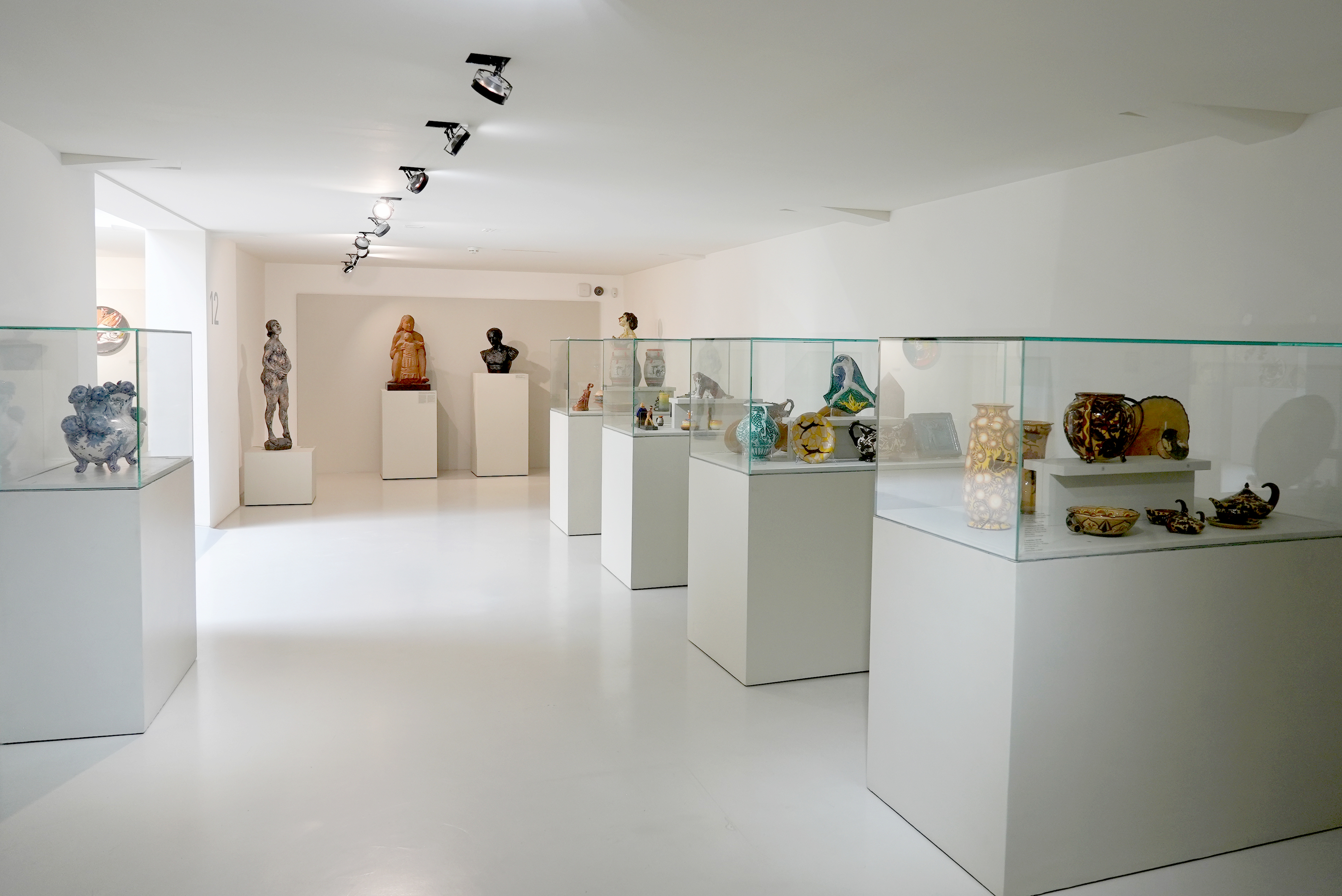
Galleria del Novecento

Tra le opere di particolare rilievo custodite nel Museo della Ceramica di Savona, spiccano due sculture di Arturo Martini: La Maternità e La Nena, esempi straordinari della sua capacità di trasmettere emozioni attraverso la materia. Un altro protagonista del panorama artistico savonese è Agenore Fabbri, le cui Ballerine e il grande pannello La nascita della Ceramica del 1958, situato al piano zero del museo testimoniano il suo intenso rapporto con la ceramica. Questo spazio, che ospita anche il ristorante Bino dello chef stellato Giuse Ricchebuono, svolge anche una funzione espositiva dedicata alla valorizzazione di nuovi talenti artistici, mantenendo viva la tradizione innovativa della ceramica savonese. 

### Arte contemporanea
Il cuore della collezione contemporanea del Museo è composto dai prototipi realizzati dai più illustri artisti e designer moderni per le Attese Edizioni, presentati durante le Biennali della Ceramica nell'ambito dell'arte contemporanea. Tra questi, spiccano i nomi di Michelangelo Pistoletto, Franco Raggi, Alessandro Mendini, El Anatsui, Alberto Garutti, Yona Friedman, Alfredo Gioventù, Linde Burkhardt, Luca Vitone, Vedovamazzei, Guido Venturini, Marti Uixé, Ugo Meert, Claudio Bracco, Pekka Harni, Vincenzo Cabiati, Alberto Viola, Simone Berti, Denis Santachiara, Liam Gillick, Francesca Perona, Adelina Lunati, Alexis Georgacopoulos, Silvia Celeste Calcagno, Fernando e Humberto Campana, Paolo Ulian, Andrea Branzi, Florence Doleac, Gabrielle Lester, Henry Eric Hernandez, Jurgen Bej, Adrian Paci, Studio Demakersvan, Getulio Alviani, Bili Bidjocka, Corrado Levi, Nicole Awai, Alessandro Biamonti, Andries Botha, Giuseppe Chiari, Nicola Costantino, Paolo Dagamello, Uros Djuric, Amie Dicke, Rainer Ganahl, Heringa Vankalsbek, Kristian Hornsleth, Christina Iacopino, Joris Laarman, Morgan Maggiolini, Giovanni Occhipinti, David Robbins, Adrian Rovero, Alberto Viola, Luca Vitone, Shmabuku, Lorenzo Damiani, Rosanna Campo, Marco Ludani e Marco Romanelli, Antonio Recalcati e molti altri. Le opere, allestite a rotazione, sono inserite anche lungo il percorso espositivo, in dialogo con le collezioni antiche e moderne. La sezione contemporanea si arricchisce costantemente di nuove opere, grazie alle acquisizioni della Fondazione De Mari CR Savona e alle donazioni degli artisti che svolgono presso il Museo o nelle vicine botteghe artigiane albisolesi project work  e residenze artistiche legate ai progetti espositivi e scientifici proposti dallo staff curatoriale.  

### Terrazza
Questo piccolo spazio all’aperto ospita sculture in argilla, create a partire da stampi in gesso modellati direttamente sulla spiaggia. Le opere sono il risultato del lavoro di un gruppo di partecipanti ai workshop estivi guidati da artisti internazionali che hanno preso parte al progetto "A Tavola con Rochester Square", un'iniziativa che mette al centro arte, natura e convivialità. 

## Laboratorio e attività educative
Il Museo della Ceramica di Savona svolge un ruolo fondamentale nell'educazione artistica e culturale, offrendo un'ampia gamma di attività attraverso il suo Servizio Educativo. Il museo dispone di un laboratorio ceramico attrezzato con un forno ad alta temperatura, ideale per la cottura di argilla, grès e porcellane. Questo spazio è dedicato a laboratori pratici che permettono ai partecipanti di sperimentare direttamente le tecniche ceramiche. 
Il Servizio Educativo propone programmi diversificati per tutte le fasce d'età, con l'obiettivo di rendere il museo un luogo inclusivo e accessibile. Per le scuole, dall'infanzia alle superiori, vengono organizzati percorsi didattici che includono visite guidate alle collezioni seguite da attività laboratoriali, personalizzabili in base alle esigenze formative degli istituti. Oltre alle proposte per gli studenti, il servizio educativo realizza un ricco programma di attività formative per docenti ed educatori, anche grazie agli appuntamenti trasversali che si susseguono durante l’anno e che sono direttamente gestiti dalla Fondazione, come il Festival Zerodiciannove – Festival delle Storie.  
Un'attenzione particolare è rivolta alle persone con disabilità. Il museo collabora con realtà sociosanitarie locali e nazionali per sviluppare progetti che rendano le opere d'arte accessibili a tutti, adattando le attività alle specifiche esigenze dei gruppi coinvolti.  
Per gli adulti, il museo propone laboratori finalizzati a riscoprire il piacere del "saper fare", offrendo momenti di relax e approfondimento sulle tecniche artistiche e i segreti della ceramica. Questi includono corsi di ceramica e workshop con artisti locali e internazionali, arricchiti ulteriormente durante le mostre temporanee.  
Dal 2024, il Servizio Educativo della Fondazione Museo della Ceramica di Savona Onlus ha esteso le sue attività ad altre realtà museali della provincia, come il MuDA – Museo Diffuso Albisola di Albissola Marina e il Museo Civico A. Martini di Vado Ligure, promuovendo una rete di relazioni tra istituti culturali per valorizzare il patrimonio storico-artistico del territorio.